# Conasprella bajanensis
Conasprella bajanensis is een in zee levende slakkensoort uit het geslacht Conus. De slak behoort tot de familie Conidae. Conus bajanensis werd in 1968 beschreven door Nowell-Ustick. Net zoals alle soorten binnen het geslacht Conus zijn deze slakken roofzuchtig en giftig. Zij bezitten een harpoenachtige structuur waarmee ze hun prooi kunnen steken en verlammen.